# ガイア・ギア
『ガイア・ギア』（GAIA GEAR）は、富野由悠季による日本の小説。アニメ雑誌『月刊ニュータイプ』において1987年4月号から1991年12月号まで全60話が連載された後、 全5巻の文庫が刊行された。また1992年には、この小説を原作としたラジオドラマ作品が制作されている。

## 概要
ガイア・ギアは、『機動戦士ガンダム 逆襲のシャア』から約110年後の宇宙世紀0200年代を舞台に、シャア・アズナブルの記憶を受け継ぐ青年アフランシ・シャアの活躍を描いた作品。
『機動戦士ガンダム』の監督である富野由悠季の執筆した宇宙世紀を舞台とした小説およびそれを原作としたラジオドラマで、『ガンダム』と同じ宇宙世紀を舞台にしており、作中には「シャア・アズナブル」「ジオン」「地球連邦軍」といった直接的な関連用語が登場するなど、キャラクターやメカや設定などの世界観も共通している。富野による宇宙世紀作品としては『機動戦士ガンダム』から最も遠い未来が舞台であり、戦場ではモビルスーツに代わって作品タイトルにもなっている「ガイア・ギア」のようなマン・マシーンと呼ばれる人型機動兵器が主力となっている。
現時点（2021年現在）では、サンライズによるガンダムシリーズの宇宙世紀の「正史」には含まれていない。商業メディアで"ガンダムシリーズ"として取り扱われたのは、ガンダムタイプのモビルスーツを題材としたカトキハジメの「月刊ニュータイプ」での連載およびそれをまとめた画集『GUNDAM FIX』に他のガンダムとともに掲載されたのが唯一の例である。しかし、その後『機動戦士ガンダム 逆襲のシャア』『機動戦士ガンダム 閃光のハサウェイ』『機動戦士Vガンダム』などの作品で形を変えて使われる「マハ」「ミノフスキーフライト」「ミノフスキードライブ」といった設定のいくつかはこの作品で初めて登場している。
キャラクターデザインは北爪宏幸、メカニカルデザインは伊東守が担当し、デザイン協力として佐山善則（改修前のゾーリン・ソール）がクレジットされている。また文庫版のイラストには大貫健一、仲盛文、西井正典、そしてGAINAXから当時同社に所属していた庵野秀明と貞本義行が参加している。

## 権利者問題
現在（2021年）、『ガイア・ギア』は全5冊の小説版をはじめ、全5巻のCDにまとめられたラジオドラマ版も、すべて品切れ重版未定という名の絶版状態にある。理由は、この作品が『機動戦士ガンダム』の設定と世界観を用いて富野由悠季が創作したオリジナル小説ということにある。のちにガンダムシリーズのクレジットに原作者として記載されるようになった富野だが、最初の『機動戦士ガンダム』制作時に30万円ほどで原作権をサンライズに売り渡している。そのため、本来は「ガンダム」シリーズに属する新作を立ち上げる権利はないはずであるが、『ガイア・ギア』の書かれた1980年代後半は「ガンダムシリーズ」自体が現在のようなビッグビジネスに成長しておらず、まだ方向性を模索していた時期であったこともあり、当初はサンライズも黙認していた。しかし、その後『機動戦士ガンダム0080 ポケットの中の戦争』や『機動戦士ガンダム0083 STARDUST MEMORY』といったOVAシリーズが成功し、また富野自身が監督した『機動戦士ガンダム 逆襲のシャア』や『機動戦士ガンダムF91』のような続編シリーズが始まったこともあり、徐々に締め付けが厳しくなっていった。実際、本作のタイトルは、「月刊ニュータイプ」誌上での連載開始前の予告では『機動戦士ガイア・ギア 逆襲のシャア』として告知されていたが、連載が始まるとタイトルが『機動戦士ガイア・ギア』（連載1話から5話まで）『ニュータイプサーガ ガイア・ギア』（連載6話以降）と次々に変更され、最終的に文庫として刊行された時にはシンプルに『ガイア・ギア』となっていた。予告でのサブタイトル『逆襲のシャア』は後の劇場映画『機動戦士ガンダム 逆襲のシャア』に受け継がれた。またラジオドラマがCD化された際、そのパッケージには『ガイア・ギア(c)富野由悠季・角川書店・ニュータイプ』と『機動戦士ガンダム(c)創通エージェンシー・サンライズ』の二つのクレジットが併記され、そのことからも、この80年代末から90年代初頭にかけて、サンライズ側が「ガンダム」シリーズの管理体制を強化し、それに対して富野が抵抗を示していたことがうかがえる（その後、サンライズとは和解）。
こうした過去の争いもあってか、この『ガイア・ギア』という作品がガンダム関連の話題で取り上げられることはほとんどない。
かつて復刊ドットコムで原作小説およびドラマCDの復刻を企画したことがあったが、著作者である富野自身が"クオリティの問題"から許諾しなかったという。しかし、富野自身にもいまだ本作への愛着はあるようで、アニメ『ガンダム Gのレコンギスタ』の原型となった小説『はじめたい キャピタルGの物語』において、人型機動兵器の名称を『ガイア・ギア』に登場する"マン・マシーン"としている。

### 補足
- 小説の文庫版は発行部数が少ない上に全て絶版となっている。復刊ドットコム（復刊刊員2005年当時22万人）のランキングで8位949票を獲得するなど[4]、マニアの間では根強い人気を誇っていたが、著者の作品へのこだわりなどの理由から富野由悠季からの許可が出なかった[3]。
- ラジオドラマのCDも全て絶版。こちらも権利関係が複雑で、ケース裏には『ガイア・ギア』は富野、月刊ニュータイプ、角川書店が、『機動戦士ガンダム』は創通エージェンシー、サンライズが版権を有していると記載されている。また1〜4巻には全巻購入特典応募券、5巻には応募用紙が封入されており、5枚全てを集めて送ると、メカニックデザイナーがマン・マシーンをテーマにアレンジを加えて描いたイラスト集『VIEW OF THE MAN MACHINES』が貰えたが、こちらの現存数はさらに少ない。サウンドトラック1・2は、コロムビアより「ANIMEX1200」シリーズで復刻された。
- マン・マシーンの玩具や模型は、権利と収益の関係から1991年にビルドアップから発売されたガイア・ギアα、ゾーリン・ソール、ガウッサのガレージキットのみとなっている。リリース時には「月刊ホビージャパン」において全3回の特集が組まれており、詳細なメカ設定や従来のガンダムシリーズにおける『モビルスーツバリエーション』のようなマン・マシーン・バリエーションが多数発表された[注 5][5][6][7]。

## あらすじ
宇宙世紀203年、南太平洋の環境保護区で育った青年アフランシ・シャア。一年戦争の英雄シャアの記憶を受け継ぐメモリークローンであり、反地球連邦組織"メタトロン"のリーダーに祭り上げられた彼は、人型兵器"マン・マシーン"に乗り込み、連邦の秘密警察"マハ"と戦いを繰り広げていく。

## 既刊一覧
| タイトル       | 初版発行     | レーベル           | ISBN              | カバーイラスト             | 口絵イラスト                                 | 本文イラスト     |
| -------------- | ------------ | ------------------ | ----------------- | -------------------------- | -------------------------------------------- | ---------------- |
| ガイア・ギア 1 | 1988年9月1日 | 角川文庫           | 978-4-04-410123-7 | 大貫健一・西井正典・伊東守 | 北爪宏幸・仲盛文・庵野秀明・大貫健一・伊東守 | 北爪宏幸         |
| ガイア・ギア 2 | 1989年9月1日 | 角川スニーカー文庫 | 978-4-04-410124-4 | 伊東守                     | 西井正典・伊東守                             | 北爪宏幸         |
| ガイア・ギア 3 | 1990年9月1日 | 角川スニーカー文庫 | 978-4-04-410125-1 | 伊東守                     | 北爪宏幸・伊東守                             | 北爪宏幸・伊東守 |
| ガイア・ギア 4 | 1992年2月1日 | 角川スニーカー文庫 | 978-4-04-410126-8 | 伊東守                     | 北爪宏幸・伊東守                             | 北爪宏幸・伊東守 |
| ガイア・ギア 5 | 1992年4月1日 | 角川スニーカー文庫 | 978-4-04-410127-5 | 北爪宏幸                   | 北爪宏幸・伊東守                             | 北爪宏幸・伊東守 |

## 設定・用語

### 概念
ニュータイプ
ニュータイプの能力には、あくまで個人に帰結するという問題がある。ニュータイプになる方法というのは他人には伝えられず、あくまでも個として習得しなければならないもので、そのやり方を組織に敷衍できるものではなかった。
作中でマハのスタッフであるウル・ウリアンは、「スペース・コロニーという人口環境の温室は人を鍛えず、そこでのレジャーや引退後の生活が楽しみなどという者は動物として退化している」「性の乱脈に警鐘を鳴らしたAIDSの治療法が開発されてから人類は本当に自由になり、混血は人を美しくしたが、その結果人類は何をやっていいのかわからなくなり、趣味の自殺まで流行るようになってしまった。これは自分たちの環境が汚染されている証拠である」と断じ、ニュータイプとは「それを乗り越える理性を持ち、死に至るまで幸福でいられる人」「イエス・キリストのようであっても十字架にかけられることなくキリストであり続けられる存在」、オールドタイプとは「個人のエゴを押し通すことが正義だと信じて平気で人間同士の関係を分断する人々」と規定する。そして「ニュータイプになるには、現在の問題はどこにあるのかを見極めて理性と想像力を鍛えながら夾雑物を排除する訓練をするしかない」と結論付けた。
シムナウ・アバーンにマハ内でニュータイプだと噂されているという話を振られたウル・ウリアンは、「ニュータイプという呼称は皆が自分を識別するための呼び方にすぎず、自分は多少能力があって勘が良いだけの人間。マハ以外では嫌われている自分のような者が真のニュータイプであるはずがない」と否定している。
実力を認めたというケラン・ミードから「ニュータイプというものがいるならそれはあんたじゃないかな」と言われたアフランシは、用心深く「それは面白いことではないな」と答えた。

### 技術
エレカ
電気自動車のこと。またこの時代はバイクもほとんど電気式となっており、ガソリンエンジンの物は趣味性が強く、非常に稀。
スペース・コロニー
200億を超える人が住む人類の新しい天地。そのおかげで人類はまだ地球圏に住んでいられる。直径三キロ余、長さ三二キロの巨大な円筒状をしており、円筒の下の方にせり出した巨大な二枚の鏡がゆっくりと右へ回転運動を行い、円筒内部に太陽光を取り入れている。
コロニーのキャパシティを超えないよう住民の人口やその体重までチェックする必要があり、すべてコンピューターに管理されている。
円筒状のコロニーのシリンダーは内部に疑似重力を発生するために回転して遠心力を発生させている。シリンダーの中心部分は無重力となっており、宇宙船が航行できる。無重力区で車が走行する場合、事故が起こらないようガイド・レールの上を走るシステムが採用されている。
エレベーター・ターミナルは直径400m程の円筒の内側面をフロアーにした区画となっている。
コロニーのセンター・コアに繋がるシリンダー内の両端部分は中央から周囲のすそ野にかけて土砂を積み上げた1500mの傾斜となっており、地上でいう山に相当するマウンテンブロック（山部）と呼ばれている。人々はそこで登山やキャンピングを楽しみ、スキー場のゲレンデなどとして活用している。またその広大なスロープを利用して果実園、牧草地が作られている。自然らしい景観を残すのが人工的に内部が区画されているスペース・コロニー建設の不文律となっている。
シリンダー内側面は縦に六等分され、人が住む居住区画と太陽光を取り入れるために外壁まで透明の強化プラスチックで構成された窓が交互に設置されている。一つの居住区は幅が1km半ほどで長さが30km近く。一つのシリンダーに三区画あって、旧世紀時代の大都市規模の人口密度を誇っている。透明な窓はコロニー居住者達に『河』と呼ばれ、数本の橋がかかって窓を挟んで隣り合う居住区同士をつないでいる。しかし、日中は差し込む太陽光で光の河になってしまうので、河と居住区の間に林を造成して下からの光を意識させないような努力が払われている。
コロニー内壁は構造自体頑丈であるが、その上には数mの土があって建物はその上に立っており、たとえコロニー内で建物を半壊させるほどの爆発があっても、その『地面』を構成する構造材の底部まで損傷を与えることはないとされている。コロニーの外壁と内壁の居住区画を構成する『地面』の間の隙間には、通常は立ち入れないコロニー補修用の監視通路や各種の点検通路がある。
居住区には建設当初から緊急避難用のシェルターが設置されており、コロニー内の気密が維持されないような場合に利用される。その三重ハッチは老人や子供であっても手順通りに行えば開けられるような簡単な物となっている。さらに宇宙に出られるようエア・ロックも装備されている。しかし、コロニー時代が一世紀も過ぎると、シェルターを使うことなどありえないという常識が蔓延し、周りに物などが置かれてすぐには使えない状態のものも多い。
コロニー内のゴミ処理は徹底的な再処理を予定されており、ゴミの全ては街の地下に相当するフロアーの下に流し込まれ処理されている。
コロニー内壁・外壁にリニア・トレィンが整備されており、外壁のものは「メトロ」と呼ばれてる。
コロニーへの隕石や漂流物による衝突事故は日常茶飯事であるため、直径数十メートル規模の穴が開いたとしても簡単に塞いでしまう。
コロニー内の天候は予測不可能に近いものに設定されている。ただしそのデータはコンピュータに記憶されたものであり、決定的な打撃を与える気象状況は設定されていないし、建前上は予測不能だが闇で天気予報が売り出されてもいる。
ダミー（ダミーバルーン）
柔軟で強度のあるプラスチック皮膜の風船。宇宙船やマン・マシーンが宇宙を航行する場合の進路の掃海や、戦闘中の囮として使用される。
旧世紀時代から無数の人工衛星などの宇宙ゴミの掃海作業は続けられていたが、完全に行うことはできない。そのために防御用のダミーが必要になる。
宇宙を高速で移動する際、空間に漂う小隕石やコロニーの残骸などの宇宙ゴミにぶつかると大砲の直撃を受けるに等しいダメージを受けるため、進行方向にダミーを放出して機体を守る。衝突すればダミーは破れるが、同時に爆発してそれらを四散させることができる。
進行方向に向けて射出し、何かの物体に接触するかあらかじめ設定しておいた空域に達することで爆発して進路上の障害物を無くす。
トリモチ
「トリモチ」とそのまま発音する。
宇宙船内などに噴射器が設置されていて、空気漏れが起こると自動的にトリモチが噴射される。空気の流れに乗って空気漏れしている部分に接触すると硬化して穴を塞ぐ。
ノーマルスーツ
人間が着用する宇宙服のこと。ノーマルスーツは一般用、パイロットスーツはマン・マシーンのパイロットなどが着用する戦闘用のもの。
それ自体が小さな宇宙船のようなもので、着用した人間の生命を維持するためにいろいろな機器が組み込まれている。
バック・パックには酸素固形剤が装填されており、酸素が無くなれば取り出して交換する。真空を感知すると人間の意思とは関係なく強制的にバイザーを閉じるセンサーが備わっている。関節部分には形状記憶繊維が埋め込まれており、身体の動きをアシストしてくれる。オール・レンジの無線が装備されており、他人の息遣いまで聞こえてきて不快と感じることもあるが、危険なので無線を封鎖することは原則禁止されている。発汗スピードに合わせて汗を吸い取る機能がある。
この時代のスーツは、単身でも一分もあれば着用することが出来、真空と放射線に対して完璧な防御性能を持っている。着用の際は前にある酸素バブル・アタッチメントとバック・パックにあるパイプを連結させ、バック・パックの上からヘルメットを装着する。
「ノーマルスーツは白でなければならない」という時代は既に遠い過去のものになっている。個性を消してしまいがちな装備であるため、人々はスーツに色々な記号を書き込んだり、色違いを着て個性を出すことを好んでいた。
パイロット・スーツには腰部分にバーニアが装備されており、宇宙ではそれが最後の移動手段であり最も重要な装備となる。バーニアは高圧ガスを噴出してその反力で無重力状態で浮いている人を移動させるのだが、バーニアのノズルの圧力と方向をコントロールするには多少の練習を必要とする。
マン・マシーン
この世界で使われている大型の人型機械の総称。
ミノフスキー粒子
対電波撹乱粒子のこと。ミノフスキー粒子の散布された空域ではレーダーが使えない。移動するマシーンは、レーダーの代わりに推力と方位の変動をコンピューターに演算させて、自機の位置を特定する。しかし、この方法は大気の変動でかなりの誤差が生じるため、実視ディスプレーを映し出すカメラの性能とパイロットの勘で補うしかない。攻撃ではホーミングミサイルが使用不能になる。通信は機体同士を触れ合わせて行なう接触回線か、直線上で回線が開かれるレーザー通信でしか行なえなくなる。しかし、電波干渉されるかどうかはミノフスキー粒子の量が問題であり、コロニー内のように大した距離がないか、電波干渉するほど残留していなければ、多少雑音が入っても音声を受信出来る。光波も乱れるため、ミノフスキー粒子が干渉したカメラの映像にはノイズが入り、至近距離でなければ正確な読み取りは難しくなる。

### 出来事
一年戦争
ジオン公国が地球の政権にスペースノイド（宇宙移民者）の独立自治権を要求して、起こした独立戦争。

### 組織・勢力
コロニー公社
スペース・コロニーの運営会社で、コロニーの保守・管理を行っている。宇宙に出るエアロックなども管理しており、許可のない人間が勝手に通過する事は出来ない。しかし実際は管理が甘く、暗証番号を入手したメタトロンのメンバーにも簡単に解除されている。
ズィー・ジオン・オーガニゼーション/メタトロン
ズィー・機関（オーガニゼーション）とも呼ばれ、のちにメタトロンと改名される。反地球連邦政府組織の一つ。
地球連邦軍
この時代では軍機構が形骸化しており、実戦経験のない素人ばかりのただの職業提供集団に堕落している。連邦軍は事実上マハの管轄下に置かれ、軍の統率権は彼らが握っている。
地球連邦政府
地球とスペースコロニーに住む200億を超える人類を事実上支配している全人類を統合する政治組織。
人々が宇宙に住み慣れた結果、その居住空間との距離が地球連邦政府に対する関心を希薄なものにし、連邦政府を腐敗の温床にしてしまっている。
地球に住む人が宇宙に行くにはスペースシャトルに乗るしかないが、そのチケットを手に入れることが出来るのは、連邦政府を支える官僚機構に所属しているかその官僚と良好な関係を維持できる才覚を持った特権階級の者たちだけである。それ以外の者は不法滞在者を宇宙に強制送還するシャトル定期便に乗せられるしかない。政府の役人は怠惰であり、そしてなぜか嫌がる者だけを選ぶ才能を持っているため、宇宙に上がりたい者が人狩りを担当する役人にピックアップされて宇宙に上がろうとすれば10年はかかるとのこと。
月軌道内には連邦の管轄下にあるコロニーなどの残骸が膨大にあるが、連邦政府も連邦軍も、そのすべてを完全に管理することは出来ておらず、その存在を把握しているのはコンピューターだけというのが現状。そのため、反連邦政府組織のズィー・ジオン・オーガニゼーションが政府に察知される事なく、残骸を使って基地を建設することが可能であった。
ネオ・ジオン
シャア・アズナブルがジオン公国消滅後に父ジオン・ズム・ダイクンの志を継ごうとして起こした組織。
マハ
地球連邦政府警察機構特捜第十三課、俗称『人狩り局』

### 地域・場所

#### 地球上
自然保護監視地区
地球連邦政府が設置した極めて特殊な環境保護区で実験地区。「自然の環境は人に何を与えるのか?」その命題を知るために、地球連邦政府はこのような実験地区を地球上にいくつも用意している。スペース・コロニーのような人工的な環境は人を鍛えるのか退廃に追い込むのか、まだ分かっておらず、それはスペースコロニーまで含めた全人類の問題であった。そのためには、比較資料となる逆のケースも温存しておかなければならず、このような実験区が作られた。
アフランシの生まれ育った太平洋上の南の島もその一つに指定された実験区だった。彼がその島で育ったのはメタトロンの組織によって仕組まれたことだった。
いかにも「自然」に見える自然環境は管理された不自然な環境だった。木造に見える島の家も、材料は全て強化プラスチックで、腐食せず古くもならない。また宇宙世紀も2世紀は過ぎているこの時代に、十数世紀も昔の時代のままの生活を送る島に普通の人間が住めるわけはなく、そこには作為があった。島に住んでいるのはすべて意図的に集められ、許されて住んでいる人々であった。
島から出るホンコンへの定期便にはインド人、ベトナム人、中国人といったアジア人だけでなく、白人もいれば黒人も中東の人々もいて、それこそが、この地区が地球上の実験の地域にされているという証拠であった。
地球
旧世紀、人類は人口120億を超えれば滅びると言われていたが、スペース・コロニーのおかげで200億を超えた現在も人類は地球圏に住んでいられる。
大気は汚染され切っており、南洋の保護区にある島でも8等星まで見える夜は珍しかった。
一般的には地球は人類を生んだ故郷として、その環境を再生させるためにそのままにしておくべき聖域だと考えられている。
人類は変質しており、スペースコロニー育ちの人間は地球への興味や関心を失い、その本物の自然に触れても気持ちが良いとは感じない。
それでも人類が地球で誕生した以上、地球移住は人の本能をくすぐる部分があり、マハはそれを餌にして協力者を募っている。そして強権を発動して人の選別をして適当な数の人間による地球の管理を考えている。
ヌーボ・パリ
旧パリの東方十数キロに位置する。
かつてのパリはコロニー落としによって壊滅し、現在は湖となってパリ湖と呼ばれている。
ホンコン
宇宙行きのシャトルが打ち上げられるため、世界中から人々が集まる大都市。地球と宇宙とをつなぐ港町として『聖域化』しており、そのような都市は他にも地球上にいくつかある。
宇宙世紀に入っても、旧世紀時代の香りを残した「香港」はそのまま残っていた。
世界中から種々様々な人が集まった人種のるつぼ。ホンコンで過ごしたことのある白人のミランダ・ハウがアジア人に対する無意識の偏見を認めた際、アフランシは「スペース・コロニー移民時代に歪められすぎた土地だから止むを得ない」と擁護している。
街の中心部から一歩離れると、地球に残された他の都市同様に様々な言語が飛び交うスラムと化していた。
ヨーロッパ地区
地球の不法滞在者が最も多い場所と言われている。少しずつだが森林は再生しているものの、旧世紀のような都市生活のインフラやシステムは修復されていない。
現在、反地球連邦政府活動家の巣窟となっている。
白人発祥の地のため、連邦政府による白人逆移民計画の目的地となっている。

#### 宇宙
暗礁空域
月と地球の引力が均衡している空域。破壊されたスペース・コロニーの残骸と隕石の破片が浮遊している為、高速で航行するスペースシャトルには危険が伴う空域。
サイド
数10キロの間隔を置いて百数十基（バンチ）のスペース・コロニーが定点される空域。
ヘラス
サイド2初期のスペース・コロニーで、サイド2建設時代にはベース・キャンプとなっていた。その名残りで、種々雑多な人種・民族が集まり、混沌としている。一つのコロニー行政府に対して単一の人種や民族、宗教で人を整理した方が行政面は上手く行くので、他のコロニーは移民の際にもっと人を選別して受け入れている。
収容人口を増やすことを目的に建設されたコロニーのため、街は極度に高層化した建造物で形成されている。そのため、現在ではコロニー全体がスラム化している。
グレンツェはヘラスの街の一つで、クリシュナ・パンデントやメッサー・メットらが生まれ育ったところ。本来の名称はジャフールだが、メッサーら街のチンピラは「端っこ」という意味のグレンツェという名前で呼んでいる。道路だったところには勝手にテントやプラスチック板で仕切った店や部屋が増築され、エレカの窓を開ければ子供たちが盗みをしようと中に手を突っ込んでくるほど治安は悪い。
カンタベリー・ゼノア通りはヘラス内でもっとも高級な店が立ち並ぶ通り。
フォラーンはヘラスの森林公園などがあるエリア。公園の一方はコロニーのセンター・コアの山に続いている。有名なレストランなどがある高級な土地だが、コロニーでこのような場所を手に入れられるのは特権的な会社か階級に限られている。

## ラジオドラマ
小説を原作としたラジオドラマが、バンダイ・角川書店・文化放送の共同制作で文化放送開局40周年記念とAMステレオ放送開始に合わせて制作された。放送期間は1992年4月12日から10月4日まで、放送時間は毎週日曜23:30〜24:00、話数は全26話。その後、「サウンドシアター ガイア･ギア」としてCDにまとめられ、全5巻で発売された。
ラジオドラマ版では物語の大筋の流れは原作とほぼ共通しているものの、細部の設定やラストなど異なる部分も多い。特に登場人物は性格など細かい部分の違いが多く、ラジオドラマにしか登場しないキャラクターもいる。

### スタッフ
- 原作：富野由悠季
- 企画：鵜之沢伸、高梨由美子
- 脚本・シリーズ構成：遠藤明範
- キャラクターデザイン：北爪宏幸
- メカニカルデザイン：伊東守、石垣純哉
- 音響監督：浅利なおこ
- 音楽：川崎真弘
- 音響制作：セントラルミュージック
- 制作：文化放送
- 製作：バンダイビジュアル
- ナレーション：大竹まこと、田中秀幸

### 主題歌
オープニングテーマ「VOICE OF GAIA」
作詞：篠原仁志 / 作曲：前田克樹 / 編曲：根岸貴幸 / 唄：市川陽子
エンディングテーマ「STAY WITH YOU〜星のように〜」
作詞：篠原仁志 / 作曲：前田克樹 / 編曲：根岸貴幸 / 唄：市川陽子

### 各話リスト
- 第1話 「シャア再び」
- 第2話 「宇宙の呼び声」[注 9]
- 第3話 「メモリー・クローン」
- 第4話 「ミランダ・ハウ」
- 第5話 「ウルの追跡」
- 第6話 「シャトル強奪」
- 第7話 「マザー・メタトロン」
- 第8話 「ヘラス潜入」
- 第9話 「囚われたアフランシ」
- 第10話 「ゾーリン・ソール」
- 第11話 「ランナウェイ」
- 第12話 「目覚め」
- 第13話 「マハ追撃命令」

- 第14話 「大気圏突入」
- 第15話 「季節風（ミストラル）」
- 第16話 「コンタクト」
- 第17話 「敗北」
- 第18話 「ダーゴルの野望」
- 第19話 「クリシュナの苦悩」
- 第20話 「ヌーボ・パリ」
- 第21話 「戦いの果て」
- 第22話 「ギッズ・ギース」
- 第23話 「ジャン・ウェン・フーの挑戦」
- 第24話 「バイエルンの風」
- 第25話 「エヴァリーの声」
- 第26話 「ペーパー・キャッスル」

### ドラマCD
- サウンドシアターガイア・ギアCD-1（1992年11月21日、発売:バンダイ・ミュージックエンタテインメント、販売:アポロン）
- サウンドシアターガイア・ギアCD-2（1993年1月21日、発売:バンダイ・ミュージックエンタテインメント、販売:アポロン）
- サウンドシアターガイア・ギアCD-3（1993年3月21日、発売:バンダイ・ミュージックエンタテインメント、販売:アポロン）
- サウンドシアターガイア・ギアCD-4（1993年5月21日、発売:バンダイ・ミュージックエンタテインメント、販売:アポロン）
- サウンドシアターガイア・ギアCD-5（1993年7月21日、発売:バンダイ・ミュージックエンタテインメント、販売:アポロン）

### サウンドトラック
- ガイア・ギア オリジナル・サウンドトラック Vol.1（1993年3月21日、発売：バンダイ・ミュージックエンタテインメント、販売：アポロン）
- ガイア・ギア オリジナル・サウンドトラック Vol.2（1993年3月21日、発売：バンダイ・ミュージックエンタテインメント、販売：アポロン）
- 〈ANIMEX1200 Special〉(13) ニュータイプサーガ ガイア・ギア オリジナル・サウンドトラック Vol.1（2005年7月6日、コロムビアミュージックエンタテインメント）
- 〈ANIMEX1200 Special〉(14) ニュータイプサーガ ガイア・ギア オリジナル・サウンドトラック Vol.2（2005年7月6日、コロムビアミュージックエンタテインメント）